# Novena de Aguinaldos
La novena de aguinaldos es una costumbre católica de Colombia que se celebra anualmente en la época de Adviento durante los nueve días anteriores a la Navidad (del 16 al 24 de diciembre, época de aguinaldos). Consiste en una serie de oraciones alusivas al nacimiento de Jesús, reflexiones y alabanzas acompañadas con cánticos navideños. Se realiza también en Ecuador y algunas partes de Venezuela. Es análoga a las Posadas que se celebran en México y América Central.

## Costumbres
En Colombia, más allá de la tradición católica y su carácter netamente religioso, la novena de aguinaldos es un evento social en el cual, en torno a la oración, se reúnen los miembros de las familias, los trabajadores en sus empresas y las comunidades en parques, iglesias o centros comerciales. Además, el evento incluye el canto de villancicos y el compartir de aperitivos tradicionales del tiempo de Navidad como galletas, buñuelos, natilla y arroz con leche. Cada día, al final de la novena, algunas familias donan regalos a los niños.
Los sitios donde se realizan las novenas se decoran con motivos navideños, luces de colores navideñas, pesebre, árbol de navidad, estrellas, Papá Noel, y se ponen villancicos de fondo, incluso se contratan grupos musicales que interpretan villancicos y música navideña en vivo.
Los participantes, que se visten con atuendos navideños (prendas de un color específico como rojo, verde y blanco y con figuras navideñas estampadas, gorros navideños, etcétera), se turnan para leer las distintas partes de la novena y para cantar.
En las empresas, los comités organizadores de la novena asignan la organización de cada día de la novena a un determinado departamento, el cual decora de manera distinta el escenario, viste atuendos propios y brinda una merienda navideña al final de la celebración.

## Historia

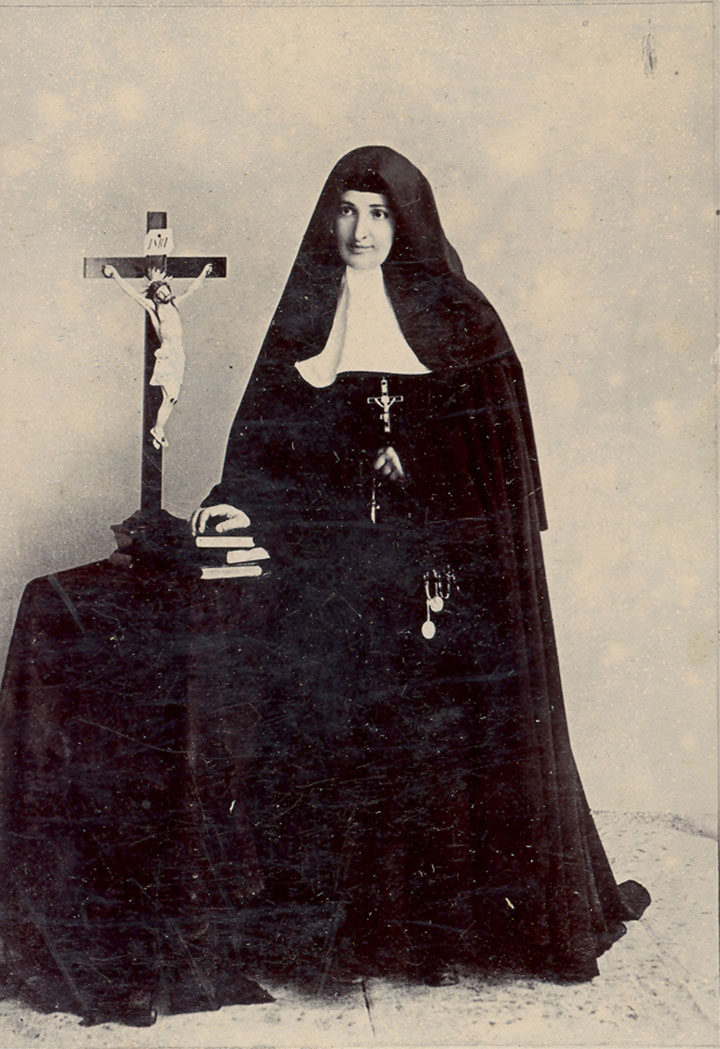
La Madre María Ignacia, quien modificó el texto de la novena a finales del.

La novena fue originalmente creada por fray Fernando de Jesús Larrea,franciscano nacido en Quito en 1700 quien, después de su ordenación en 1725, fue predicador en Ecuador y Colombia.Fray Fernando la escribió por petición de la fundadora del Colegio de La Enseñanza en Bogotá, Clemencia de Jesús Caycedo Vélez y fue publicada originalmente en 1743. Muchos años después, una religiosa de La Enseñanza, la madre María Ignacia, la modificó y agregó los gozos (canciones).
El lenguaje es florido y arcaico, lo que ha dado a varias versiones en lenguaje moderno. Son comunes las versiones en el que se reemplaza el voseo reverencial por el uso de tuteo, el cambio de padre putativo por padre adoptivo al referirse a José. Otras versiones incluyen cambios más drásticos en la modernización del lenguaje.
El escritor Jairo Aníbal Niño publicó en 2001 una versión de diez días titulada Los nueve días y un día, nueva novena de Navidad (ISBN 958-300561-4). Otras versiones incluyen la Nueva novena de aguinaldos de Luis Ferrer y Luis H. Trigueros. En diciembre de 2012, el diario El Tiempo publica una versión en el que las consideraciones son reemplazadas por textos breves de la Biblia y el misal católico, al considerarlos más acordes con el Concilio Vaticano II.

## El rezo de la novena
Se reza durante 9 días desde el 16 hasta el 24 de diciembre, rememorando los meses previos al nacimiento de Jesús y terminando con su llegada en el pesebre de Belén.
A continuación se indica el esquema de oraciones usando la versión tradicional de la madre María Ignacia.
Cada día se reza un conjunto de oraciones que son:
- Oración para todos los días
- Consideraciones del día
- Oración a la Santísima Virgen
- Oración a San José
- Gozos o Aspiraciones para la venida del Niño Jesús
- Oración al Niño Jesús

### Oración para Todos los Días
Este texto es original de Fray Fernando de Jesús Larrea. Véase Wikisource para la ortografía original.
Benignísimo Dios de infinita caridad, que tanto amásteis a los hombres, que les disteis en vuestro hijo la mejor prenda de vuestro amor para que hecho hombre en las entrañas de una Virgen, naciese en un pesebre para nuestra salud y remedio. Yo, en nombre de todos los mortales os doy infinitas gracias por tan soberano beneficio; y en retorno de él os  ofrezco la pobreza, humildad y demás virtudes de vuestro hijo humanado, suplicándoos por sus divinos méritos, por las incomodidades con que nació, y por las tiernas lágrimas que derramó en el pesebre, que dispongáis nuestros corazones con humildad profunda, con amor encendido, con total desprecio de todo lo terreno, para que Jesús recién nacido tenga en ellos su cuna, y more eternamente. Amén.
(Se reza tres veces el Gloria al Padre)

### Consideraciones diarias
Se lee la consideración del día respectivo de la novena.

#### Día Primero
Se lee el primer día de la novena, 16 de diciembre.
En el principio de los tiempos el Verbo reposaba en el seno de su Padre en lo más alto de los cielos: allí era la causa, a la par que el modelo de toda creación. En esas profundidades de una incalculable eternidad permanecía el Niño de Belén. Allí es donde debemos datar la genealogía del Eterno que no tiene antepasados, y contemplar la vida de complacencia infinita que allí llevaba.
La vida del Verbo Eterno en el seno de su Padre era una vida maravillosa y sin embargo, misterio sublime, busca otra morada en una mansión creada. No era porque en su mansión eterna faltase algo a su infinita felicidad sino porque su misericordia infinita anhelaba la redención y la salvación del género humano, que sin Él no podría verificarse.
El pecado de Adán había ofendido a un Dios y esa ofensa infinita no podría ser condonada sino por los méritos del mismo Dios. La raza de Adán había desobedecido y merecido un castigo eterno; era pues, necesario para salvarla y satisfacer su culpa que Dios, sin dejar el cielo, tomase la forma del hombre sobre la tierra y con la obediencia a los designios de su Padre, expiase aquella desobediencia, ingratitud y rebeldía.

Era necesario en las miras de su amor que tomase la forma, las debilidades e ignorancia sistemática del hombre, que creciese para darle crecimiento espiritual; que sufriese, para morir a sus pasiones y a su orgullo y por eso el Verbo Eterno ardiendo en deseos de salvar al hombre resolvió hacerse hombre también y así redimir al culpable.

#### Día Segundo
Se lee el segundo día de la novena, 17 de diciembre.
El verbo eterno se halla a punto de tomar su naturaleza creada en la santa casa de Nazaret, en donde moraban María y José. Cuando la sombra del decreto divino vino a deslizarse sobre ella, María estaba sola y engolfada en la oración. Pasaba las silenciosas horas de la noche en la unión más estrecha con Dios; y mientras oraba, el Verbo tomó posesión de su morada creada. Sin embargo, no llegó inopinadamente: antes de presentarse envió a un mensajero, que fue el Arcángel San Gabriel, para pedir a María de parte de Dios su consentimiento para la encarnación. El creador no quiso efectuar ese gran misterio sin la aquiescencia de su criatura.

Aquel momento fue muy solemne: era potestativo en María rehusar... Con qué adorables delicias, con qué inefable complacencia aguardaría la Santísima Trinidad a que María abriese los labios y pronunciase el "sí" que debió ser suave melodía para sus oídos, y con el cual se conformaba su profunda humildad a la omnipotente voluntad divina. La Virgen Inmaculada ha dado su asentimiento. El arcángel ha desaparecido. Dios se ha revestido de una naturaleza creada; la voluntad eterna está cumplida y la creación completa. En las regiones del mundo angélico estalla el júbilo inmenso, pero la Virgen María ni le oía ni le hubiese prestado atención a él. Tenía inclinada la cabeza y su alma estaba sumida en el silencio que se asemejaba al de Dios. El Verbo se había hecho carne, y aunque todavía invisible para el mundo, habitaba ya entre los hombres que su inmenso amor había venido a rescatar. No era ya sólo el Verbo eterno; era el Niño Jesús revestido de la apariencia humana, y justificando ya el elogio que de Él han hecho todas las generaciones en llamarle el más hermoso de los hijos de los hombres.

#### Día Tercero
Se lee el tercer día de la novena, 18 de diciembre.
Así había comenzado su vida encarnada el Niño. Consideremos el alma gloriosa y el santo cuerpo que había tomado, adorándolos profundamente. Admirando en el primer lugar el alma de ese divino Niño, consideremos en ella la plenitud de su gracia santificadora; la de su ciencia beatífica, por la cual desde el primer momento de su vida vio la divina esencia más claramente que todos los ángeles y leyó lo pasado lo porvenir con todos sus arcanos conocimientos. No supo nunca por adquisición voluntaria nada que no supiese por infusión desde el primer momento de su ser; pero él adoptó todas las enfermedades de nuestra naturaleza a que dignamente podía someterse, aun cuando no fuesen necesarias para la grande obra que debía cumplir. Pidámosle que sus divinas facultades suplan la debilidad de las nuestras y les den nueva energía; que su memoria nos enseñe a recordar sus beneficios, su entendimiento a pensar en Él, su voluntad a no hacer sino lo que Él quiere y en servicio suyo.

Del alma del Niño Jesús pasemos ahora a su cuerpo. Que era un mundo de maravillas, una obra maestra de la mano de Dios. No era, como el nuestro, una traba para el alma: era por el contrario, un nuevo elemento de santidad. Quiso que fuese pequeño y débil como el de todos los niños, y sujeto a todas las incomodidades de la infancia, para asemejarse más a nosotros y participar de nuestras humillaciones. El Espíritu Santo formó ese cuerpecillo divino con tal delicadeza y tal capacidad de sentir, que pudiese sufrir hasta el exceso para cumplir la grande obra de nuestra redención. La belleza de ese cuerpo del divino Niño fue superior a cuanto se ha imaginado jamás; la divina sangre que por sus venas empezó a circular desde el momento de la encarnación es la que lava todas las manchas del mundo culpable. Pidámosle que lave las nuestras en el sacramento de la penitencia, para que el día de su Navidad nos encuentre purificados, perdonados y dispuestos a recibirle con amor y provecho espiritual.

#### Día Cuarto
Se lee el cuarto día de la novena, 19 de diciembre.
Desde el seno de su madre comenzó el Niño Jesús a poner en práctica su entera sumisión a Dios, que continuó sin la menor interrupción durante toda su vida. Adoraba a su Eterno Padre, le amaba, se sometía a su voluntad; aceptaba con resignación el estado en que se hallaba conociendo toda su debilidad, toda su humillación, todas sus incomodidades. ¿Quién de nosotros quisiera retroceder a un estado semejante con el pleno goce de la razón y de la reflexión?, ¿quién pudiera sostener a sabiendas un martirio tan prolongado, tan penoso de todas maneras? Por ahí entró el Divino Niño en su dolorosa y humilde carrera; así empezó a anonadarse delante de su Padre, a enseñarnos lo que Dios merece por parte de su criatura, a expiar nuestro orgullo, origen de todos nuestros pecados y hacernos sentir toda la criminalidad y desórdenes del orgullo.
Deseamos hacer una verdadera oración; empecemos por formarnos de ella una exacta idea contemplando al Niño en el seno de su madre. El divino Niño ora y ora del modo más excelente. No habla, no medita ni se deshace en tiernos afectos. Su mismo estado, aceptado con la intención de honrar a Dios, es su oración y ese estado expresa altamente todo lo que Dios merece y de qué modo quiere ser adorado de nosotros.

Unámonos a las oraciones del Niño Dios en el seno de María; unámonos al profundo abatimiento y sea este el primer efecto de nuestro sacrificio a Dios. Démonos a dios no para ser algo como lo pretende continuamente nuestra vanidad sino para ser nada, para quedar enteramente consumidos y anonadados, para renunciar a la estimación de nosotros mismos, a todo cuidado de nuestra grandeza aunque sea espiritual, a todo movimiento de vanagloria. Desaparezcamos a nuestros propios ojos y que Dios sólo sea todo para nosotros.

#### Día Quinto
Se lee el quinto día de la novena, 20 de diciembre.
Ya hemos visto la vida que llevaba el Niño Jesús en el seno de su purísima Madre; veamos hoy la vida que llevaba también María durante el mismo espacio de tiempo. Necesidad hoy de que nos detengamos en ella si queremos comprender, en cuanto es posible a nuestra limitada capacidad, los sublimes misterios de la encarnación y el modo como hemos de corresponder a ellos.
María no cesaba de aspirar por el momento en que gozaría de esa visión beatífica terrestre: la faz de Dios encarnado. Estaba a punto de ver aquella faz humana que debía iluminar el cielo durante toda la eternidad. Iba a leer el amor filial en aquellos mismos ojos cuyos rayos deberían esparcir para siempre la felicidad en millones de elegidos. Iba a ver aquel rostro todos los días, a todas horas, cada instante, durante muchos años. Iba a verle en la ignorancia aparente de la infancia, en los encantos particulares de la juventud y en la serenidad reflexiva de la edad madura... Haría todo lo que quisiese de aquella faz divina; podría estrecharla contra la suya con toda la libertad del amor materno; cubrir de besos los labios que deberían pronunciar la sentencia a todos los hombres; contemplarla a su gusto durante su sueño o despierto, hasta que la hubiese aprendido de memoria... ¿Cuán ardientemente deseaba ese día!
Tal era la vida de expectativa de María... era inaudita en sí misma, más no por eso dejaba de ser el tipo magnífico de toda vida cristiana, no nos contentemos con admirar a Jesús residiendo en María, sino pensemos que en nosotros también reside por esencia, potencia y presencia.

Sí, Jesús nace continuamente en nosotros y de nosotros, por las buenas obras que nos hace capaces de cumplir, y por nuestra cooperación a la gracia; por la manera que el alma del que se halla en gracia es un seno perpetuo de María, un Belén interior sin fin. Después de la comunión Jesús habita en nosotros, durante algunos instantes, real y sustancialmente como Dios y como hombre, porque el mismo niño que estaba en María está también en el Santísimo Sacramento. ¿Qué es todo esto sino una participación de la vida de María durante esos maravillosos meses, y una expectativa llena de delicias como la suya?

#### Día Sexto
Se lee el sexto día de la novena, 21 de diciembre.
Jesús había sido concebido en Nazaret, domicilio de San José y de María, y allí era de creerse que había de nacer, según todas las probabilidades. Más Dios lo tenía dispuesto de otra manera y los profetas habían anunciado que el Mesías nacería en Belén de Judá, ciudad de David. Para que se cumpliese esa predicción, Dios se sirvió de un medio que no parecía tener ninguna relación con este objeto, a saber: la orden dada por el emperador Augusto de que todos los súbditos del imperio romano se empadronasen en el lugar de donde eran originarios. María y José como descendientes que eran de David, no estaban dispensados de ir a Belén, y ni la situación de la Virgen Santísima ni la necesidad en que estaba José del trabajo diario que les aseguraba la subsistencia, pudo eximirles de este largo y penoso viaje, la estación más rigurosa e incómoda del año.

No ignoraba Jesús en qué lugar debería nacer e inspiraba a sus padres que se entreguen a la Providencia, y que de esta manera concurran inconscientemente a la ejecución de sus designios. Almas interiores observad este manejo del divino Niño, porque es el más importante de la vida espiritual: aprended que quien se haya entregado a Dios ya no ha de pertenecerse a sí mismo, ni ha de querer en cada instante sino lo que Dios quiera para él; siguiéndole ciegamente aún en las cosas exteriores, tales como el cambio de lugar donde quiera que le plazca conducirle. Ocasión tendréis de observar esta dependencia y esta fidelidad inviolable en toda la vida de Jesucristo, y este es el punto sobre el cual se han esmerado en imitarle los santos y las almas verdaderamente interiores, renunciando absolutamente a su propia voluntad.

#### Día Séptimo
Se lee el séptimo día de la novena, 22 de diciembre.
Representémonos el viaje de María y José hacia Belén, llevando consigo aún no nacido, al creador del universo, hecho hombre. Contemplemos la humildad y la obediencia de ese Divino Niño, que aunque de raza judía y habiendo amado durante siglos a su pueblo con una predilección inexplicable obedece así a un príncipe extranjero que forma el censo de población de su provincia, como si hubiese para él en esa circunstancia algo que le halagase, y quisiera apresurarse a aprovechar la ocasión de hacerse empadronar oficial y auténticamente como súbdito en el momento en que venía al mundo.
El anhelo de José, la expectativa de María son cosas que no puede expresar el lenguaje humano. El Padre Eterno se halla, si nos es lícito emplear esta expresión, adorablemente impaciente por dar a su hijo único al mundo y verle ocupar su puesto entre las criaturas visibles.

El Espíritu Santo arde en deseos de presentar a la luz del día esa santa humanidad, que El mismo ha formado con divino esmero.

#### Día Octavo
Se lee el octavo día de la novena, 23 de diciembre.
Llegan a Belén José y María buscando hospedaje en los mesones, pero no encuentran, ya por hallarse todos ocupados, ya porque se les deshace a causa de su pobreza. Empero, nada puede turbar la paz interior de los que están fijos en Dios.
Si José experimentaba tristeza cuando era rechazado de casa en casa, porque pensaba en María y en el Niño, sonreíase también con santa tranquilidad cuando fijaba la mirada en su casta esposa. El ruido de cada puerta que se cerraba ante ellos era una dulce melodía para sus oídos.
Eso era lo que había venido a buscar. El deseo de esas humillaciones era lo que había contribuido a hacerle tomar la forma humana. Oh! Divino Niño de Belén! Estos días que tantos han pasado en fiestas y diversiones o descansando muellemente en cómodas y ricas mansiones, ha sido para vuestros padres un día de fatiga y vejaciones de toda clase. ¡Ay! el espíritu de Belén es el de un mundo que ha olvidado a Dios.
¡Cuántas veces no ha sido también el nuestro! Pónese el sol el 24 de diciembre detrás de los tejados de Belén y sus últimos rayos doran la cima de las rocas escarpadas que lo rodean. Hombres groseros, codean rudamente al Señor en las calles de aquella aldea oriental y cierran sus puertas al ver a su Madre.

La bóveda de los cielos aparece purpurina por encima de aquellas colinas frecuentadas por los pastores. Las estrellas van apareciendo unas tras otras. Algunas horas más y aparecerá el Verbo Eterno.

#### Día Noveno
Se lee el noveno día de la novena, 24 de diciembre, víspera de Navidad.
La noche ha cerrado del todo en las campiñas de Belén. Desechados por los hombres y viéndose sin abrigo, María y José han salido de la inhospitalaria población, y se han refugiado en una gruta que se encontraba al pie de la colina. Seguía a la Reina de los Ángeles el jumento que le había servido de cabalgadura durante el viaje y en aquella cueva hallaron un manso buey, dejado ahí probablemente por alguno de los caminantes que había ido a buscar hospedaje en la ciudad.
El Divino Niño, desconocido por sus criaturas va a tener que acudir a los irracionales para que calienten con su tibio aliento la atmósfera helada de esa noche de invierno, y le manifiesten con esto su humilde actitud, el respeto y la adoración que le había negado Belén. La rojiza linterna que José tenía en la mano iluminaba tenuemente ese paupérrimo recinto, ese pesebre lleno de paja que es figura profética de las maravillas del altar y de la íntima y prodigiosa unión eucarística que Jesús ha de contraer con los hombres.. María está en adoración en medio de la gruta, y así van pasando silenciosamente las horas de esa noche llena de misterios. Pero ha llegado la media noche y de repente vemos dentro de ese pesebre antes vacío, al Divino Niño esperado, vaticinado, deseado durante cuatro mil años con tan inefables anhelos. A sus pies se postra su Santísima Madre en los transporte de una adoración de la cual nada puede dar idea. José también se le acerca y le rinde el homenaje con que inaugura su misterioso e imperturbable oficio de padre putativo del redentor de los hombres.
La multitud de ángeles que descienden del cielo a contemplar esa maravilla sin par, deja estallar su alegría y hace vibrar en los aires las armonías de esa "Gloria in Excelsis", que es el eco de adoración que se produce en torno al trono del Altísimo hecha perceptible por un instante a los oídos de la pobre tierra. Convocados por ellos, vienen en tropel los pastores de la comarca a adorar al "recién nacido" y a prestarle sus humildes ofrendas.
Ya brilla en Oriente la misteriosa estrella de Jacob; y ya se pone en marcha hacia Belén la caravana espléndida de los Reyes Magos, que dentro de pocos días vendrán a depositar a los pies del Divino Niño el oro, el incienso y la mirra, que son símbolos de la caridad, de la oración y de la mortificación. Oh, adorable Niño! Nosotros también los que hemos hecho esta novena para prepararnos al día de vuestra Navidad, queremos ofreceros nuestra pobre adoración; no la rechacéis: venid a nuestras almas, venid a nuestros corazones llenos de amor.

Encended en ellos la devoción a vuestra Santa Infancia, no intermitente y sólo circunscrita al tiempo de vuestra Navidad sino siempre y en todos los tiempos; devoción que fiel y celosamente propagada nos conduzca a la vida eterna, librándonos del pecado y sembrando en nosotros todas las virtudes cristianas.

### Oración a la Santísima Virgen
Este texto es original de Fray Fernando de Jesús y adaptado por la Madre María Ignacia. El original de Larrea se encuentra en Wikisource.
Se lee todos los días.
Soberana María, que por vuestras grandes virtudes y especialmente por vuestra humildad, merecísteis que todo un Dios os escogiese por madre suya. Os suplico que vos misma preparéis y dispongáis mi alma, y la de todos los que en este tiempo hiciesen esta novena, para el nacimiento espiritual de vuestro adorado Hijo.
¡Oh dulcísima Madre! Comunicadme algo del profundo recogimiento y divina ternura con que le aguardásteis vos, para que nos hagáis menos indignos de verle, amarle y adorarle por toda la eternidad.

Amén.
(Se reza nueve veces el Ave María).

### Oración a San José
Este texto es original de Fray Fernando de Jesús Larrea.
Se lee todos los días.
¡Oh, Santísimo José! Esposo de María y padre putativo de Jesús. Infinitas gracias doy a Dios porque os escogió para tan altos ministerios y os adornó con todos los dones proporcionados a tan excelente grandeza. Os ruego, por el amor que tuvísteis al Divino Niño, me abracéis en fervorosos deseos de verle y recibirle sacramentalmente, mientras en su divina esencia le veo y le gozo en el cielo.

Amén.
(Se reza Padre nuestro, Ave María y Gloria al Padre)

### Gozos
Se leen todos los días. La respuesta es, en muchas ocasiones, cantada.
Coro
Dulce Jesús Mío,
mi niño adorado:
¡Ven a nuestras almas!
¡Ven no tardes tanto!
1
¡Oh Sapiencia suma
del Dios soberano,
que a infantil alcance
te rebajas sacro!
¡Oh Divino Niño
ven para enseñarnos
la prudencia que hace
verdaderos sabios!
respuesta
¡Ven a nuestras almas!
¡Ven no tardes tanto!
2
¡Oh, Adonaí potente
que a Moisés hablando,
de Israel al pueblo
disteis los mandatos!
¡Ah, ven prontamente
para rescatarnos,
y que un niño débil
muestre fuerte brazo!
respuesta
¡Ven a nuestras almas!
¡Ven no tardes tanto!
3
¡Oh raíz sagrada
de Jesé que en lo alto
presentas al orbe
tu fragante nardo!
¡Dulcísimo Niño
que has sido llamado
“Lirio de los Valles,
Bella flor del campo”!
respuesta
¡Ven a nuestras almas!
¡Ven no tardes tanto!
4
¡Llave de David
que abre al desterrado
las cerradas puertas
de regio palacio!
¡Sácanos, oh Niño,
con tu blanca mano
de la cárcel triste
que labró el pecado!
respuesta
¡Ven a nuestras almas!
¡Ven no tardes tanto!
5
¡Oh lumbre de Oriente,
sol de eternos rayos,
que entre las tinieblas
tu esplendor veamos!
¡Niño tan precioso,
dicha del cristiano,
luzca la sonrisa
de tus dulces labios!
respuesta
¡Ven a nuestras almas!
¡Ven no tardes tanto!
6
¡Espejo sin mancha
santo de los santos,
sin igual imagen del
Dios soberano!
¡Borra nuestras culpas,
salva al desterrado
y en forma de niño,
da al mísero amparo!
respuesta
¡Ven a nuestras almas!
¡Ven no tardes tanto!
7
¡Rey de las naciones,
Emmanuel preclaro.
de Israel anhelo,
pastor de rebaño!
¡Niño que apacientas
con suave cayado
ya la oveja arisca
ya el cordero manso!
respuesta
¡Ven a nuestras almas!
¡Ven no tardes tanto!
8
¡Ábranse los cielos
y llueva de lo alto
bienhechor rocío
como riego santo!
¡Ven hermoso Niño!
¡Ven Dios humanado!
¡Luce, hermosa estrella,
brota, flor del campo!
respuesta
¡Ven a nuestras almas!
¡Ven no tardes tanto!
9
Ven que ya María
previene sus brazos
do su Niño vean
en tiempo cercano!
¡Ven que ya José
con anhelo sacro
se dispone a hacerse
de tu amor sagrario!
respuesta
¡Ven a nuestras almas!
¡Ven no tardes tanto!
10
¡Del débil auxilio,
del doliente amparo,
consuelo del triste,
luz del desterrado!
¡Vida de mi vida,
mi dueño adorado,
mi constante amigo,
mi divino hermano!
respuesta
¡Ven a nuestras almas!
¡Ven no tardes tanto!
11
¡Véante mis ojos
de ti enamorados!
¡Bese ya tus plantas!
¡Bese ya tus manos!
¡Prosternado en tierra
te tiendo los brazos,
y aún más que mis frases
te dice mi llanto!
respuesta
¡Ven a nuestras almas!
¡Ven no tardes tanto!
12
¡Ven Salvador Nuestro
por quien suspiramos!
¡Ven a nuestras almas!
¡Ven no tardes tanto!

### Oración al Niño Jesús
Este texto es originalmente traducido por la madre María Ignacia:
Acordaos, ¡oh dulcísimo Niño Jesús!, que dijisteis a la Venerable Margarita del Santísimo Sacramento y en persona suya a todos vuestros devotos, estas palabras tan consoladoras para nuestra pobre humanidad  tan agobiada y doliente:
“Todo lo que quieras pedir, pídelo por los méritos de mi infancia y nada te será negado”.
Llenos de confianza en Vos, ¡Oh Jesús!, que sois la misma verdad, venimos a exponeros toda nuestra miseria.
Ayúdanos a llevar una vida santa, para conseguir una eternidad bienaventurada. Concedednos por los méritos infinitos de vuestra encarnación y de vuestra infancia, la gracia de la cual necesitamos tanto.  Nos entregamos a Vos, ¡oh Niño omnipotente! Seguros de que no quedará frustrada nuestra esperanza y de que en virtud de vuestra divina promesa, acogeréis y despacharéis favorablemente nuestra súplica.

Amén.
Posterior a esto se suelen realizar peticiones al niño Jesús, en las que se reza por la familia, el hogar, y las bendiciones que el siguiente año traiga consigo.

### Oraciones

#### Oración de Gloria al Padre
Es una versión de invocación y respuesta del Gloria al Padre.
lector
Gloria al Padre y al Hijo y al Espíritu Santo
respuesta (todos)
Como era en un principio, ahora y siempre, por los siglos de los siglos.
Amén.

#### Oración del Ave María
Es una versión de invocación y respuesta del Ave María.
lector
Dios te salve María,
llena eres de gracia,
el Señor es contigo,
bendita tú eres entre todas las mujeres,
y bendito es el fruto de tu vientre, Jesús.
respuesta (todos)
Santa María, madre de Dios,
ruega por nosotros pecadores,
ahora y en la hora de nuestra muerte.
Amén.

#### Oración del Padre Nuestro
Es una versión de invocación y respuesta del Padre nuestro.
lector
Padre nuestro que estás en el Cielo,
santificado sea Tu nombre,
venga a nosotros Tu reino,
hágase Tu voluntad en la tierra como en el Cielo.
respuesta (todos)
Danos hoy nuestro pan de cada día,
perdona nuestras ofensas, como también nosotros perdonamos a los que nos ofenden,
no nos dejes caer en tentación,
y líbranos del mal,
Amén.